# 关义文
关义文（日语：／ Seki Yoshifumi，1953年4月23日—），日本男子拳击运动员。他曾代表日本参加1974年亚洲运动会拳击比赛，获得一枚银牌。他也曾参加1976年夏季奥林匹克运动会。